# HMS Garland (H37)
«Галанд» (H37) (англ. HMS Garland (H37) — військовий корабель, ескадрений міноносець типу «G» Королівського військово-морського флоту Великої Британії за часів Другої світової війни.
«Галанд» був закладений 22 серпня 1934 року на верфі компанії Fairfield Shipbuilding and Engineering Company, у Глазго. 3 березня 1936 року увійшов до складу Королівських ВМС Великої Британії.